# André de Limairac
André-François-Jules de Limairac est un homme politique français né le 24 janvier 1806 au château de Latrousse, à Ocquerre (Seine-et-Marne), et décédé le 25 septembre 1876 au Château d'Ardus à Lamothe-Capdeville (Tarn-et-Garonne).

## Biographie
Fils de Charles Antoine de Limairac, député sous la Restauration, et frère de Charles de Limairac, député en 1848. Opposant au Second Empire, il est élu représentant de Tarn-et-Garonne en 1871 et siège à l'extrême droite. Il est inscrit à la réunion des réservoirs. Il est élu sénateur en janvier 1876 et meurt quelques mois plus tard.

## Sources
- « André de Limairac », dans Adolphe Robert et Gaston Cougny, Dictionnaire des parlementaires français, Edgar Bourloton, 1889-1891 [détail de l’édition]